# Barros Rocks
Die Barros Rocks (englisch; französisch Îles Barros) sind eine Gruppe von Rifffelsen vor der Westküste des westantarktischen Grahamlands. Im Wilhelm-Archipel liegen sie zwischen den Argentinischen Inseln und den Berthelot-Inseln sowie 3 km südwestlich des Kap Tuxen.
Entdeckt wurden sie bei der Fünften Französischen Antarktisexpedition (1908–1910) unter der Leitung Jean-Baptiste Charcots. Dieser benannte sie nach Kapitän Barros Cobra, Offizier der brasilianischen Marine, welcher die Forschungsreise in Rio de Janeiro unterstützte.